# You 'n Me
You 'n Me est un album de cool jazz des saxophonistes américains Al Cohn et Zoot Sims enregistré en 1960.

## Historique

### Enregistrement
L'album est enregistré les 1er et 3 juin 1960 au Fine Recording Studio à New York par un quintet comprenant, outre Alvin Gilbert Cohn et John Haley Sims, le pianiste Mose Allison, le contrebassiste Major Holley et le batteur Osie Johnson,,,.
La prise de son est assurée par George Piros, un ingénieur du son connu pour avoir travaillé aux studios Fine Recording, Sadler et Atlantic à New York.

### Publication et rééditions
L'album sort en 1960 en disque vinyle long play (LP) sur le label Mercury Records sous la référence MG-20606,,,,.   
La notice originale du LP (original liner notes) est de la main de Leonard Feather, pianiste, compositeur et producteur de jazz d'origine britannique, qui a longtemps été l'auteur le plus lu et le plus influent en matière de jazz.
L'album est réédité en disque vinyle LP en 1961, 1976, 1979 et 1982 par les labels Mercury et Fontana.
Il est par ailleurs édité en CD à partir de 2002 par les labels Mercury, Universal et Verve,.

## Accueil critique
Le site AllMusic attribue 3 étoiles à l'album You 'n Me. Son critique musical Scott Yanow souligne que « La sélection la plus inhabituelle de cet ensemble Al Cohn-Zoot Sims de 1960 est Improvisation for Unaccompanied Saxophones, un morceau court mais efficace à deux ténors qui, grâce à un arrangement astucieux de Cohn, donne l'impression que les deux saxophonistes utilisent la respiration circulaire. Un autre morceau marquant est Angel Eyes, qui fait passer Cohn et Sims à la clarinette et permet d'entendre le chant et la basse jouée à l'archet de Major Holley. ».
Pour Simon Spillett, auteur en 2015 de la notice du CD de compilation Al Cohn & Zoot Sims - Two Funky People - 1952-61 « Pendant l'été 1960, la dernière incarnation du quintette Cohn-Sims est entrée en studio pour enregistrer pour le label Mercury, sous la supervision du critique vétéran Leonard Feather. Grâce à sa connaissance omnisciente de la scène jazz, Feather était bien conscient qu'il se passait quelque chose qui ressemblait à une petite émeute musicale à Hudson et Spring et, en plus d'offrir à Cohn et Sims une autre occasion bienvenue de partager leur musique contagieuse, la notice qu'il a rédigée pour l'album qui a résulté de cette session - intitulé à juste titre You 'n Me - comprenait un résumé perspicace du développement de leur partenariat : "Invités à nommer leurs préférences en matière de saxophone ténor, Al et Zoot se nomment invariablement l'un l'autre mais reconnaissent l'influence première de Lester Young et expriment leur admiration constante pour Sonny Stitt". À côté de spécialités d'Al et Zoot comme The Note (dédiée à leur salle de concert régulière), On The Alamo et Love For Sale, Cohn avait écrit l'ingénieuse chanson-titre, un mini chef-d'œuvre de deux saxo avec une séquence harmonique inhabituelle mais logique qui illustre parfaitement son génie pour l'écriture en petit groupe. Et, pour la première fois depuis l'album RCA-Victor en 1956, le groupe a également présenté le travail de deux compositeurs de jazz extérieurs : George Handy, l'arrangeur progressif qui avait été parmi les plus radicaux de la nouvelle génération d'écrivains new-yorkais des années 1940, a contribué à Awful Lonely, un morceau plaintif qui a donné à Cohn en particulier une chance de mettre en valeur son côté mélancolique, tandis que le pianiste Bill Potts a apporté sa contribution avec un original plus robuste intitulé The Opener ».
Spillett attire également l'attention sur le contrebassiste : « Le vrai don de Holley était son étonnante capacité à chanter avec ses propres lignes de basse à l'archet. Mais contrairement à Slam Stewart, qui chantait une octave au-dessus de son propre jeu, la voix de Holley était suffisamment grave pour chanter à l'unisson, comme on peut l'entendre sur Angel Eyes, sur lequel les deux co-leaders fournissent également un discret accompagnement de clarinette. Dans ses notes de pochette, Leonard Feather a décrit Holley comme "une trouvaille de proportions majeures dans le jazz aux accents humoristiques" ».
Et Simon Spillet de conclure : « Le point culminant incontesté de la session Mercury a été Improvisation for Unaccompanied Saxophones, une performance qui correspond exactement à ce que son titre décrit ».

## Liste des morceaux
| No | Titre                                      | Auteur                   | Durée |
| -- | ------------------------------------------ | ------------------------ | ----- |
| 1. | The Note                                   | Al Cohn                  | 4:11  |
| 2. | You'D Be So Nice To Come Home To           | Cole Porter              | 4:51  |
| 3. | You 'N Me                                  | Al Cohn                  | 4:40  |
| 4. | On The Alamo                               | Isham Jones / Gus Kahn   | 4:36  |
| 5. | The Opener                                 | Bill Potts               | 3:45  |
| 6. | Angel Eyes                                 | Earl Brent / Matt Dennis | 3:17  |
| 7. | Awful Lonely                               | George Handy             | 4:19  |
| 8. | Love For Sale                              | Cole Porter              | 4:59  |
| 9. | Improvisation For Unaccompanied Saxophones | Al Cohn / Zoot Sims      | 2:24  |

## Musiciens
- Al Cohn : saxophone ténor
- Zoot Sims : saxophone ténor
- Mose Allison : piano
- Major Holley : contrebasse
- Osie Johnson : batterie